# تيموثي كريمر
تيموثي كريمر (بالإنجليزية: Timothy Creamer) (و. 1959 – م) هو رائد فضاء من الولايات المتحدة الأمريكية . ولد في حصن هواشوكا.

## ريادة الفضاء
شارك في المهمات الفضائية:
- البعثة 22
- البعثة 23
- Soyuz TMA-17.

## التعليم
تعلم في معهد ماساتشوست للتكنولوجيا، وUnited States Army Command and General Staff College

## جوائز
حصل على جوائز منها:
- وسام "العمل الشجاع في الحرب الوطنية العظمى 1941-1945
- وسام الاستحقاق
- Medal "For Merit in Space Exploration".